# Rathaus Spandau (stacja metra)
Rathaus Spandau – stacja metra w Berlinie, w dzielnicy Spandau, w okręgu administracyjnym Spandau na linii U7. Stacja została otwarta w 1984.